# Городецкий сельсовет (Оренбургская область)
Городецкий сельсовет — сельское поселение в Тюльганском районе Оренбургской области Российской Федерации.
Административный центр — село Городки.

## История
Статус и границы сельского поселения установлены Законом Оренбургской области от 2 сентября 2004 года № 1424/211-III-ОЗ «О наделении муниципальных образований Оренбургской области статусом муниципального района, городского округа, городского поселения, установлении и изменении границ муниципальных образований».

## Население
| 2010 | 2012 | 2013 | 2014 | 2015 | 2016 | 2017 |
| ---- | ---- | ---- | ---- | ---- | ---- | ---- |
| 705  | ↘672 | ↘661 | ↘646 | ↘617 | ↘598 | ↘587 |
| 2018 | 2019 | 2020 | 2021 |      |      |      |
| ↘585 | ↘564 | ↘553 | ↘540 |      |      |      |

## Состав сельского поселения
| № | Населённый пункт | Тип населённого пункта       | Население |
| - | ---------------- | ---------------------------- | --------- |
| 1 | Городки          | село, административный центр | 585       |
| 2 | Новосергиевка    | хутор                        | 120       |
| 3 | Советский        | хутор                        | 0         |